# Neuroimaging del sistema dopaminergico
Le tecniche medico-nucleari di imaging del sistema dopaminergico consentono di ottenere bioimmagini che mostrano la distribuzione di vari target coinvolti nella trasmissione sinaptica dopaminergica (che cioè usa come neurotrasmettitore la dopamina). Questi target possono essere: recettori per questo neurotrasmettitore (sia pre sia post-sinaptici), il suo ricaptatore, la sua sintesi o il suo trasporto nelle vescicole sinaptiche. In definitiva quindi con queste tecniche è possibile rilevare funzionamento e distribuzione delle sinapsi dopaminergiche a livello encefalico. Per tale ragione tali tecniche sono utilizzate soprattutto per lo studio dei disturbi del movimento (che includono sia la malattia di Parkinson sia sindromi a essa simili chiamate "parkinsonismi").
A tal proposito, la sinapsi di solito studiata con queste tecniche è quella fra i neuroni della pars compacta della sostanza nera e il nucleo striato (diviso nei nuclei caudato e putamen). Nella diagnosi differenziale fra malattia di Parkinson e parkinsonismi trova indicazione anche la scintigrafia miocardica con MIBG.

## Radiofarmaci disponibili
Numerose molecole, sia per imaging SPECT (con gamma camera) sia PET, sono state sviluppate allo scopo e mirando a differenti bersagli.
| Target                                | Alcune molecole disponibili                                                                                   |
| ------------------------------------- | --- |
| DOPA decarbossilasi                   | 18F-DOPA (tracciante PET, si comporta come la levodopa e viene convertita da questo enzima in fluorodopamina. |
| Trasportatore vescicolare VMAT2       | 11C-DTBZ (tetrabenazina)                                                                                      |
| Recettori dopaminergici postsinaptici | 123I-IBZM, 18F-Fallypride                                                                                     |
| Ricaptatore della dopamina (DAT)      | 123I-FP-CIT (conosciuto anche col suo nome commerciale: DATscan), 123I-β-CIT, 99mTc-TRODAT                    |

## Imaging del trasportatore dopaminergico (DAT)

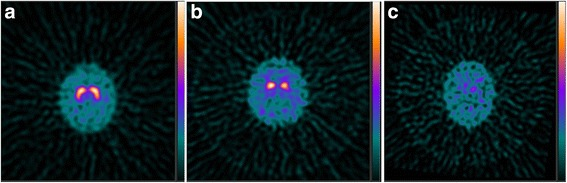
SPECT con ^{123}I-FP-CIT di un paziente affetto da Tremore Essenziale (sinistra), Malattia di Parkinson (centro) e Demenza a corpi di Lewy (destra)

I traccianti che legano il trasportatore DAT sono degli analoghi della cocaina (che non presentano effetti biologici vista la bassissima dose necessaria per ottenere le immagini). La SPECT con FP-CIT è indicata nella diagnosi differenziale fra malattia di Parkinson e tremore essenziale e fra malattia di Alzheimer e demenza a corpi di Lewy (solo nella malattia di Parkinson, nei parkinsonismi e nella demenza a corpi di Lewy è presente un danno al sistema dopaminergico).

### Esecuzione dell'esame
Prima dell'iniezione del radiofarmaco si somministra perclorato di potassio o soluzione di Lugol per via orale in modo da prevenire la captazione dello iodio-123 che si stacca dalla molecola da parte della tiroide. L'unica accertata interferenza farmacologica con l'esame è quella dovuta agli antidepressivi (in particolare la sertralina e il bupropione), che andrebbero sospesi alcuni giorni prima dell'esame. I farmaci antiparkinsoniani non producono alcuna interferenza su queste immagini, che vanno acquisite dalle tre alle sei ore dopo l'iniezione per avere il miglior rapporto segnale/fondo (l'FP-CIT tende inizialmente ad accumularsi in tutti i neuroni, per poi fuoriuscire dalle aree meno ricche di DAT).
Non è necessario il digiuno e nemmeno l'isolamento da stimoli disturbanti. L'elaborazione e la ricostruzione delle immagini sono simili a quelle di una SPECT cerebrale perfusionale. Controindicazioni all'esecuzione di questo esame sono la gravidanza e l'allattamento (quest'ultima relativa se si provvede a scartare il latte per tre giorni). In alcuni casi il paziente può provare dolore nel sito di iniezione per via dell'etanolo contenuto nel flacone di farmaco. L'esame espone a radiazioni ionizzanti in modo simile a un esame TC.

### Analisi delle immagini
Una scansione normale è caratterizzata da una simmetrica e intensa distribuzione del ligando a livello di entrambi gli striati, con scarsa attività a livello del fondo corticale. Quest'analisi puramente visiva è detta qualitativa. Di solito la degenerazione neuronale incomincia interessando in maniera asimmetrica i putamen (spesso dal lato controlaterale a quello dove si manifestano i sintomi, in quanto le vie nervose sono crociate). È anche possibile effettuare un'analisi semiquantitativa utilizzando delle Regioni di Interesse (ROI) da sovrapporre ai due striati (distinguendo caudati e putamen) e una regione corticale per la stima del "fondo" di legame "aspecifico" del radiofarmaco a livello corticale (di solito a livello della corteccia occipitale).
Tali ROI possono essere disegnate a mano o anche ricavate da una RM coregistrata all'acquisizione del paziente. Successivamente, per rendere confrontabili i dati del paziente con quelli del resto della popolazione sana, si procede calcolando il binding potential (BP) con la formula visibile sotto. Il confronto dei valori di BP ottenuti dall'immagine del paziente con dei valori di normalità permette di supportare un eventuale giudizio nel referto. Un software gratuito e automatizzato che consente di effettuare in maniera completamente automatica questa procedura è stato sviluppato presso l'Università di Genova (Basal Ganglia Matching Tool).
{\displaystyle BP={\frac {ROItarget-ROIfondo}{ROIfondo}}}

## PET con F-DOPA

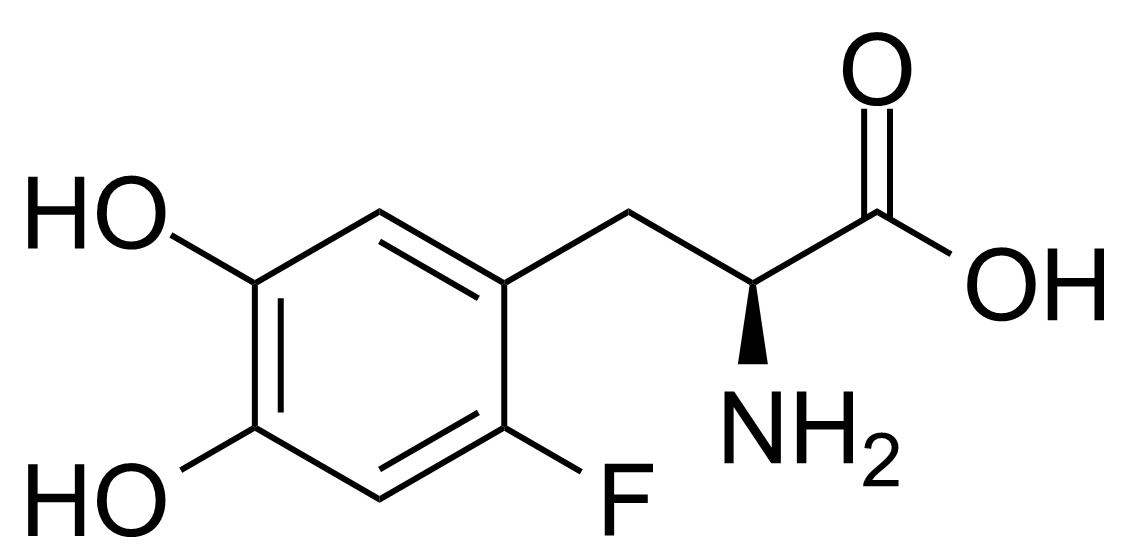
Formula chimica dell'F-DOPA

La 18F-DOPA è stato il primo tracciante utilizzato per lo studio del sistema dopaminergico. Non presenta particolari vantaggi rispetto alle altre molecole (più facilmente maneggevoli) perciò è ormai meno utilizzata. Si somministra previo blocco della DOPA decarbossilasi periferica ottenuto somministrando carbidopa per via orale prima dell'iniezione (questo impedisce alla F-DOPA di essere degradata dall'enzima presente fuori dal sistema nervoso centrale, e quindi di raggiungere a questo livello concentrazioni più elevate, con miglioramento della qualità delle immagini).
È possibile acquisire sia immagini dinamiche per 90 minuti nel caso si voglia studiare in dettaglio la cinetica della sostanza tramite complessi modelli matematici (attraversamento della barriera emato-encefalica, conversione in fluorodopamina, accumulo nelle vescicole sinaptiche e sua dismissione) sia statiche a 90 minuti. La fluorodopa può essere utilizzata anche in ambito oncologico: effettuando una scansione al corpo intero è utile infatti per lo studio dei tumori secernenti catecolamine, in quanto tende ad accumularsi anche in queste cellule neoplastiche.

## Imaging dei recettori post-sinaptici dopaminergici
Il primo radiofarmaco gamma emittente sintetizzato per visualizzare i recettori dopaminergici post-sinaptici a livello degli striati è stato lo 123I-IBZM. Questa sostanza ha una struttura chimica simile alla sulpiride e lega i recettori dopaminergici D2. Nella malattia di Parkinson il danno è a livello dei neuroni della sostanza nera, di conseguenza, almeno nelle fasi iniziali di malattia, non si rileva con questo esame una diminuzione di captazione del tracciante (a volte tale valore può addirittura incrementare rispetto alla norma, come forma di compenso). Nei parkinsonismi atipici invece il danno è primariamente a livello degli striati, con conseguente diminuzione dei recettori D2 posti a tale livello e conseguente alterazione delle immagini. Per tale ragione la SPECT con IBZM può essere utilizzata nella diagnosi differenziale fra malattia di Parkinson e parkinsonismi atipici.
Moltissime sostanze interferiscono con questa metodica (antiparkinsoniani, antipsicotici, xantine come caffè, tè, cioccolato, e altre). Per tale motivo, e anche perché è obbligatorio usare metodi di valutazione semiquantitativi nell'interpretazione delle immagini non sempre ottimali, anche questa tecnica è oggi meno utilizzata. Radiofarmaci PET in studio dovrebbero in futuro permettere una più agevole valutazione, anche qualitativa, di questo tipo di target.